# République (metropolitana di Rennes)
République è una stazione della linea A della metropolitana di Rennes. È situata sotto la place de la République, nel centro storico del capoluogo bretone.

## Storia
La stazione fu costruita tra il 1997 ed il 2000 e fu aperta al traffico il 15 marzo 2002 quando fu attivata l'intera linea A.